# Neohydatothrips apicalis
Neohydatothrips apicalis är en insektsart som först beskrevs av Ian A. Hood 1927.  Neohydatothrips apicalis ingår i släktet Neohydatothrips och familjen smaltripsar. Inga underarter finns listade i Catalogue of Life.